# Contratto differenziale
Il contratto differenziale è un contratto di borsa a mercato fermo, attraverso il quale le parti non si obbligano al trasferimento degli strumenti finanziari, bensì alla liquidazione della differenza tra il prezzo pattuito e il prezzo corrente al momento della scadenza del contratto. 
Si può considerare un contratto di mera speculazione.
Questa forma di contratto era definita per legge negli anni venti, mentre oggi il termine viene utilizzato come sinonimo di contratto derivato, di cui ne costituisce l'antesignano.